# Target (gruppo musicale statunitense)
I Target erano un gruppo musicale hard rock statunitense fondato nel 1974 a Memphis e scioltosi nel 1979. La band vedeva nelle proprie file un giovane Jimi Jamison, poi membro dei Survivor. La band era composta, oltre che dal cantante Jimi Jamison, dai chitarristi Buddy Davis e Paul Cannon, da Tommy Cathey al basso e dal batterista David Spain. Il gruppo ha pubblicato un paio di album per la A&M Records con 3 singoli. Tuttavia, è venuto alla luce (pubblicato da Scape Music nel 2017) che un terzo album è stato registrato nel 1979, intitolato In Range prima che la band si sciogliesse nel 1982.

## Storia
All'inizio del 1971, Jamison suonava in una band chiamata Omaha con Roy Howell, che era il cantautore, e si occupava delle chitarre elettriche e dei mandolini. Jimi era la voce solista, ed entrambi stavano lavorando con Tommy Cathey (basso), Walter Polk ( Batteria) e David Mayo (tack piano). Dopo aver pubblicato la canzone "Open Mind", che è stata registrata e mixata velocemente da J.R. Williams al Trans-Maximus (TMI) Studio di Memphis, diversi membri della band volevano esplorare le possibilità di eseguire musica originale e seguirono David Beaver nel suo progetto Combinations (pubblicato con il soprannome di D. Beaver). In seguito a questa esperienza decisero di formare Target.
I Target nacquero nel 1974 con la complicità del cantante Jimi Jamison, proponendo un hard rock tendente al blues, spesso rivolgendosi ad un sound southern rock costruendo la propria reputazione con un gran numero di concerti locali, per poi firmare per la A&M Records all'High Cotton Club di Memphis nel febbraio 1975. Il loro primo album uscì l'anno successivo con titolo omonimo, pubblicando anche 3 singoli e realizzando la cover della canzone 99 and Half di Sister Rosetta Tharpe e sua madre (Katie Bell Nubin) con Sam Price Trio nel 1949. In questo periodo aprirono i concerti dei Black Sabbath, Boston e dei Kiss.
Il secondo album intitolato Captured uscì nel 1977 e vide il sound della band diventare un po' più sofisticato. Il nuovo tour, li vide ancora con i Boston. Tuttavia, la A&M non gli rinnovò il contratto ed i Target rimasero senza un contratto discografico. Nel 1979 registrarono il loro terzo album poco prima del loro scioglimento, lavoro rimasto nel cassetto fino al 2017 quando fu pubblicato dall'etichetta britannica Escape Music. Si sciolsero all'inizio degli anni '80. La band conquistò comunque molti fan, continuando a riempire i locali nel corso degli anni ogni volta che c'era l'occasionale di una reunion (come nel 1989).
Il cantante Jamison formò i Cobra prima di entrare nei Survivor.

## Formazione
- Jimi Jamison - voce
- Paul Cannon - chitarra
- Buddy Davis - chitarra, tastiera
- Tommy Cathey - basso
- David Spain - batteria

## Discografia

### Album
- 1976 - Target (A&M Records)
- 1977 - Captured (A&M Records)
- 2017 - In Range (Escape Music)

### Singoli ed EP
- 1976 - Let Me Live
- 1977 - It's Only Love
- 1977 - Are You Ready